# TNF-Rezeptor Typ1
Der Tumornekrosefaktor-Rezeptor Typ1 (Abkürzung: TNFR1) ist ein Rezeptor der TNF-Rezeptor-Superfamilie und beteiligt am programmierten Zelltod und an entzündlichen Vorgängen. Der TNF-Rezeptor Typ1 hat eine Molmasse von etwa 55 Kilodalton und wird daher auch p55TNF-Rrezeptor (p55TNFR) genannt. In der Nomenklatur der Differenzierungsmarker der Zelloberfläche (cluster of differentiation) entspricht er dem CD120a.

## Funktion
Eine bereits lange bekannte Funktion dieses TNF-Rezeptors ist die Induktion des programmierten Zelltodes (Apoptose). Der Rezeptor kann jedoch auch anti-apoptotische Wirkung entfalten. Außerdem ist er bei Prozessen akuter und chronischer Entzündungsreaktionen bedeutsam. Welche Wirkung der Rezeptor entfaltet, ist abhängig von einer ganzen Reihe komplexer Regulationsmechanismen.

## Genexpression
Die meisten Zelllinien des menschlichen Körpers tragen den TNF-Rezeptor vom Typ 1. Das Gen dieses Rezeptors wird (im Gegensatz zu dem des TNF-Rezeptor Typ2) konstitutiv exprimiert. Es liegt beim Menschen auf dem Chromosom 12 (12p13).

## Struktur
Der TNF-Rezeptor Typ 1 ist, wie alle anderen (bisher 29) Mitglieder der TNF-Rezeptor-Superfamilie, ein Transmembranprotein vom Typ 1, also ein Protein mit intrazellulär lokalisiertem C-Terminus. Als weiteres typisches Kennzeichen der Superfamilie besitzt der Rezeptor mehrere (in diesem Fall drei) extrazellulär gelegene Cystein-reiche Proteindomänen (CRD). Am intrazellulären, carboxyterminalen Abschnitt trägt der Rezeptor eine sogenannte Todesdomäne (englisch death domain, DD). Er gehört somit zur Untergruppe der Todesrezeptoren.

## Signaltransduktion
Der wichtigste Ligand für diesen Rezeptor ist der Tumornekrosefaktor. Der Rezeptor kann sowohl die lösliche, als auch die membrangebundene Form von Tumornekrosefaktor binden. Beide Formen des Tumornekrosefaktors können den Rezeptor aktivieren und eine Signaltransduktion in Gang setzen. Außerdem können die lösliche, homotrimere Form von Lymphotoxin (LTα3) und die membrangebundene, heterotrimere Form von Lymphotoxin (LTα2β1) an den Rezeptor binden.
Unabhängig von der Bindung eines Liganden bildet der TNFR1 ein homomeres Trimer. Dies basiert auf der am N-Terminus der einzelnen Rezeptor-Monomere gelegenen, sogenannten preligand assembly domain (PLAD) und ist Voraussetzung für eine effektive Ligandenbindung.
Die Todesdomäne des TNFR1 ist im Ruhezustand durch das inhibitorische Protein SODD (engl. silencer of death domains) blockiert, wodurch eine unkontrollierte Induktion der Signaltransduktion verhindert wird. Bindet ein entsprechender Ligand, wie der Tumornekrosefaktor, an den Rezeptor, so löst sich SODD von der Todesdomäne des Rezeptors und verschiedene intrazellulärer Signalkaskaden können in Gang gesetzt werden. Zunächst bindet das Protein TRADD (engl. TNFR associated protein with a death domain) mit einer eigenen Todesdomäne an die Todesdomäne des Rezeptors. Von dieser Situation ausgehend können sich abhängig von vielen Faktoren wiederum verschiedene Protein-Signalkomplexe formieren und unterschiedliche Wege der intrazellulären Signaltransduktion in Gang gesetzt werden, an deren Ende jeweils eine entsprechende zelluläre Reaktion steht.
Beispielsweise bewirkt die Rekrutierung von FADD (engl. Fas associated protein with a death domain) in diesen Signalkomplex mit anschließender Aktivierung einer Kaskade von Caspasen (Aspartat spezifische Cystein-Proteasen) DNA-Degradation und folglich Zelltod. Ein anderer Weg der Signaltransduktion resultiert wiederum in der Aktivierung von Transkriptionsfaktoren wie AP-1 (activating protein 1) und NF-κB, welche ihrerseits bei akuter und chronischer Entzündung beteiligt sind.

## Interaktion
TNFRSF1A interagiert mit verschiedenen Proteinen, z. B. BAG4, CASP10, FADD, IKK2, JAK1, JAK2, PIP4K2B, PSMD2, RIPK1, SUMO1, TRADD TRAF2, TRPC4AP, TNF, und UBE2I.

## Erkrankungen
Beim TNF-Rezeptor-assoziierten periodischen Fiebersyndrom ist die Zahl der TNF-Rezeptoren vermindert.